# Augusto Genina
Augusto Genina (Roma, 28 de enero de 1892-Roma, 18 de septiembre de 1957) fue un cineasta italiano activo durante más de cuarenta años, tanto en el cine mudo como en el sonoro.

## Biografía
Nació en el seno de una familia de la alta burguesía romana, hijo de Luigi y Anna Tombini. Después de los estudios secundarios, asistió la Facultad de Ingeniería de la Universidad de Roma, pero nunca completó sus estudios, ya que bien pronto se interesó por el teatro.
Desde 1911 fue autor de comedias y crítico dramático para la revista Il Mondo. Siguiendo el consejo de Aldo De Bendetti, Genina pasó al cine como guionista para la sociedad Film d'Arte Italiana, para la cual realizó la adaptación cinematográfica de la película Beatrix d'Este, interpretada en 1912 por Francesca Bertini.
A continuación, pasó a la Celio Film, y luego, a Cines. En esta última casa comenzó como ayudante del director Giulio Antamoro. En 1913 filmó su primera película como director, La esposa de su excelencia, rodada en Barcelona y producida por Film de Arte Español, rama española de la mencionada Cines. Director prolífico, hizo numerosas películas de diferentes géneros, muchas de las cuales tienen un origen claro en el teatro.
Durante la Primera Guerra Mundial Genina fue declarado exento de armas por una lesión permanente en el tendón causada durante la adolescencia, lo que le permitió proseguir regularmente su actividad cinematográfica. En 1914 trabajó para la Milano Films, y en el 1915, para Medusa y Monopol; en 1917, para la Ambrosio Film y la Tiber Film; en 1918, para el Itala Film, y en 1920, para Photodrama de Turín. De esta época conviene recordar El Scaldino de 1919, película basada en la novela homónima de Pirandello, cuya influencia sobre la obra de Genina se verá también en la posterior Miss Europa. En 1921, fundó la Films Genina; en 1923 escribió el guion de Jolly, clown de circo, con la que debutó como director su primo Mario Camerini.
Después de la quiebra de la Unione Cinematografica Italiana, se trasladó a Francia, donde en 1929 dirigió a Louise Brooks en el gran éxito Miss Europa, película rodada inicialmente muda y luego sonorizada, con guion de René Clair y Georg Wilhelm Pabst. Durante los años veinte trabajó también para los estudios alemanes, empezando una relación artística y sentimental con la actriz Carmen Boni, a quien dirigió en numerosas películas, entre las que se encuentran La historia de una pequeña parisina, Scampolo y Cuando ellas quieren..., las tres filmadas en 1928.
Después de casi una década pasada en el extranjero, Genina regresó definitivamente a Italia al final de los años treinta. En 1936 dirigió en el desierto libio la película bélica El escuadrón blanco, que ganó la Copa Mussolini a la mejor película italiana en el Festival de Venecia. Genina se convirtió en uno de los principales directores cinematográficos del fascismo, realizando en 1939 Sin novedad en el Alcázar, otra película de propaganda bélica de propaganda que ilustra un episodio de la guerra civil española, y en 1942, con Bengasi, película sobre el ataque inglés a los italianos de la mencionada ciudad libia durante la Segunda Guerra Mundial.
En la posguerra intentó acercarse al neorrealismo con Cielo sobre el pantano (1949), obra biográfica sobre Maria Goretti. En 1950 dirigió L'edera, extraído de la novela homónima de Gracia Deledda. En Tres historias prohibidas (1953) retomó la historia del colapso de una escalera en la que se agolpaba un gran número de muchachas jóvenes que habían acudido en busca de un puesto de mecanógrafa, que ya había sido el tema de la película de Giuseppe De Santis Roma ore 11. En 1953 dirigió también la película Maddalena, ambientada en la región de Samnio, en las características localidades de Guardia Sanframondi y de Cerreto Sannita, protagonizada por Gino Cervi y la bellísima Marta Toren, actriz sueca precozmente desaparecida. En 1955 dirige Frou Frou. Su última película, Pasional, de 1956, protagonizada por Amedeo Nazzari y María Luisa Sandoval, se estrena pocos meses antes de su muerte.
Después de este último título, se retiró a causa de una endocarditis que padecía desde mucho tiempo atrás,  y murió en 1957. Después de su separación de Carmen Boni, que tuvo lugar en los inicios de la época sonora, se casó con la actriz americana Betty Becker.

## Filmografía parcial
- Beatrix d'Este (1912)
- Cadena rota (1913)
- La señora de su excelencia (1913)
- Los misterios del castillo de Monroe (1914)
- El pequeño vendedor ambulante (1914)
- Palabra que mata (1914)
- La fuga de los amantes (1914)
- Detrás del balón (1914)
- El anillo de Siva (1914)
- El grito de la inocencia (1914)
- Lulú (1914)
- Los celos (1915)
- La mariposa de las alas de oro (1915)
- Medianoche (1915)
- Doble herida (1915)
- Cien H.P. (1915)
- El último disfraz (1916)
- El superviviente (1916)
- El sueño de un día (1916)
- El drama de la corona (1916)
- La conquista de los diamantes (1916)
- La señorita Ciclón (1916)
- El torpedeo del Oceania (1917)
- Marimacho (1917)
- Luciérnaga (1917)
- El trono y la silla (1918)
- La honestidad del pecado (1918)
- Kalidaa - historia de una momia (1918)
- La emigrante (1918)
- ¡Adiós, juventud! (1918)
- Mujer - Femina (1918)
- El príncipe del imposible (1919)
- Lucrecia Borgia (1919)
- La mujer y el cadáver (1919)
- La máscara y el rostro (1919)
- Bel ami (1919)
- Las aventuras de Bijou (1919)
- Deuda de odio (1920)
- El calentador (1920)
- Los diabólicos (1920)
- Los dos crucifijos (1920)
- Los tres sentimentales (1920)
- La rueda del vicio (1920)
- Esposa, marido y... (1920)
- La dolorosa (1920)
- El castillo de la melancolía (1920)
- La aventura de Dios (1920)
- La encadenada (1921)
- La crisis (1921)
- Un punto negro (1922)
- La pecadora sin pecado (1922)
- Una mujer pasó (1922)
- Lucie de Trecoeur (1922)
- Cirano de Bergerac (1922)
- Germaine (1923)
- El corsario (1924)
- La bella esposa (1924)
- La chimenea apagada (1925)
- ¿Chico o chica? (1926)
- ¡Adiós, juventud! (1927)
- La esclava blanca (1927)
- Scampolo (1928)
- La historia de una pequeña parisina (1928)
- Cuando ellas quieren... (1928)
- Tragedia a los dieciséis años (1929)
- La conspiración de la burla (1929)
- Barrio Latino (1929)
- Miss Europa - Prix de beauté (1930)
- Paris-Beguin (1931)
- La femme en homme (1931)
- Los amantes de medianoche (1931)
- No me olvides (1935)
- La góndola de las quimeras (1936)
- El escuadrón blanco (1936)
- Flores de Niza (1936)
- Sacrificios de mujer (Frauenliebe - Frauenleid) (1937)
- Castillos en el aire (1939)
- Besos de fuego (1939)
- Sin novedad en el Alcázar (1939)
- Bengasi (1942)
- Cielo sobre el pantano (Cielo sulla palude) (1949)
- L'edera (1950)
- Tres historias prohibidas (1953)
- Maddalena (1953)
- Frou-Frou (1955)
- Pasional (1956)

## Premios y distinciones
Festival Internacional de Cine de Venecia
| Año  | Categoría                                | Película                  | Resultado |
| ---- | ---------------------------------------- | ------------------------- | --------- |
| 1936 | Mejor Película Italiana                  | El escuadrón blanco       | Ganador   |
| 1940 | Copa Mussolini - Mejor película italiana | Sin novedad en el Alcázar | Ganador   |
| 1942 | Copa Mussolini - Mejor película italiana | Bengasi                   | Ganador   |
| 1949 | Premio Osella a la mejor dirección       | Cielo sobre el pantano    | Ganador   |
| 1949 | Premio Internacional                     | Cielo sobre el pantano    | Ganador   |